# قمع فصل

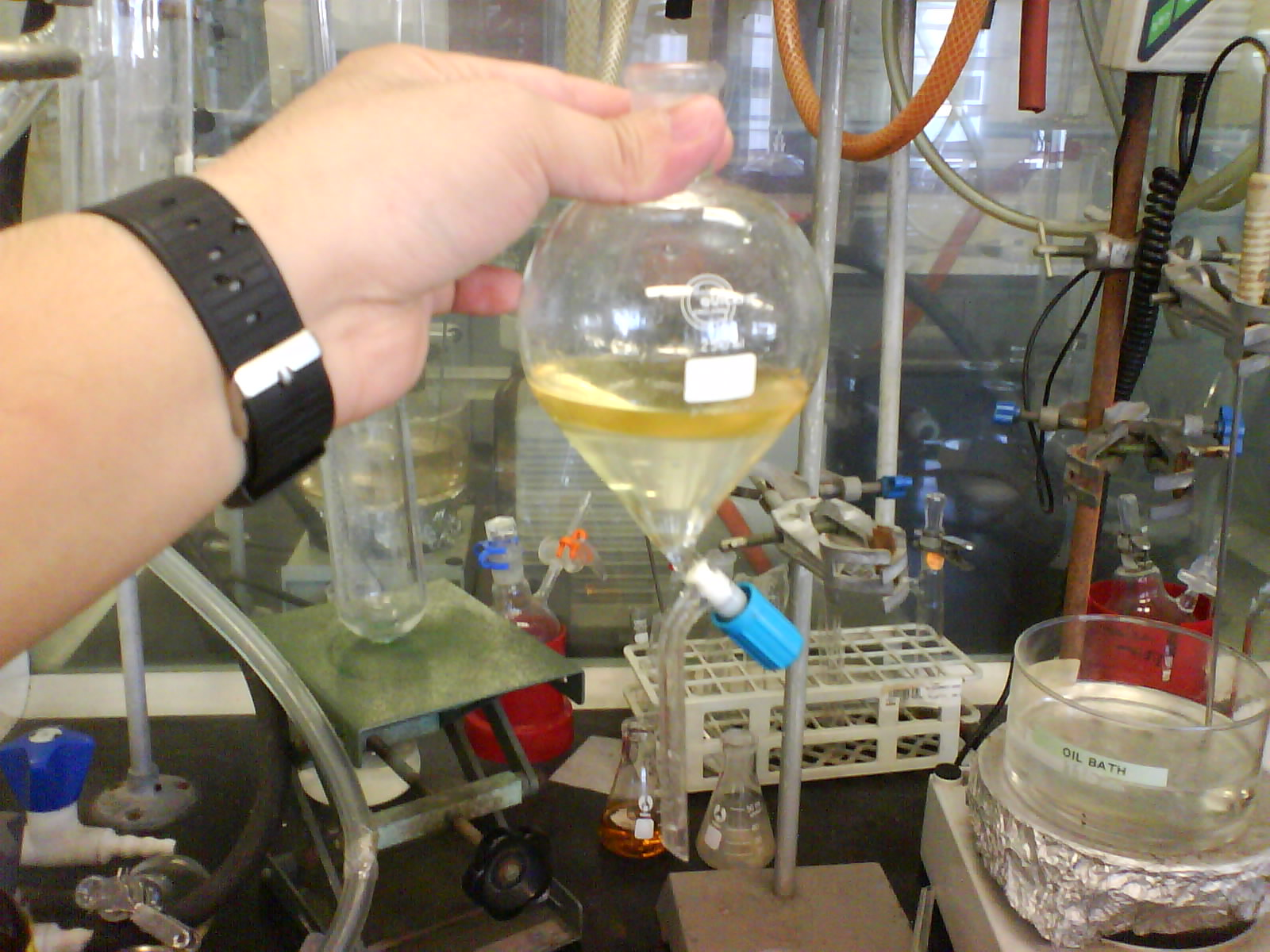
قمع فصل

قمع الفصل هو إحدى أدوات المختبرات الكيميائية الزجاجية، يستخدم في عمليات الاستخلاص سائل-سائل لفصل الأطوار في مزيج من مذيبين (محلين) غير قابلين للامتزاج لاختلاف الكثافات.
غالباً ما يستخدم قمع الفصل من أجل فصل الطور المائي عن الطور العضوي. لقمع الفصل شكل مخروط تعلوه نصف كرة لها فتحة مصنفرة يمكن سدها، وفي أسفل هذا المخروط توجد أنبوب أسطواني رفيع (مخرج) مزود بصنبور للتحكم في عملية الفصل.